# Wright-Wieselmaki
Der Wright-Wieselmaki (Lepilemur wrighti oder L. wrightae) ist eine auf Madagaskar lebende Primatenart aus der Gruppe der Wieselmakis innerhalb der Lemuren. Die Art wurde 2006 erstbeschrieben, der Name ehrt die Naturschützerin Patricia Wright.

## Merkmale
Wright-Wieselmakis zählen mit einer Kopfrumpflänge von 22 bis 28 Zentimetern, einer Schwanzlänge von 24 bis 27 Zentimetern und einem Gewicht von rund 0,95 Kilogramm zu den größeren Vertretern ihrer Gattung. Ihr Fell ist am Rücken rotbraun bis graubraun und am Bauch hellgrau gefärbt. Sie sind die bislang einzigen Wieselmakis, bei denen die Geschlechter unterschiedlich gefärbt sind: der Kopf des Weibchens ist grau und kontrastiert deutlich mit dem Rumpf. Der Kopf des Männchens ist rotbraun und setzt sich nicht deutlich vom Rumpf ab. Die Ohren sind bei beiden Geschlechtern nur spärlich mit Haaren bedeckt und heller als der Kopf.

## Verbreitung und Lebensweise

Verbreitungsgebiet des Wright-Wieselmakis (rot)

Wright-Wieselmakis sind bislang nur aus dem Kalambatritra-Reservat im südöstlichen Madagaskar bekannt. Ihr genaues Verbreitungsgebiet ist unklar, es könnte westlich des Flusses Mananara und nördlich des Mandrare liegen. Ihr Lebensraum sind tropische Regenwälder.
Über die Lebensweise dieser Primaten ist wenig bekannt. Wie alle Wieselmakis sind sie nachtaktiv und bewegen sich senkrecht kletternd oder springend fort. Ihre Nahrung dürfte aus Blättern, Früchten und Blüten bestehen.
Die Populationsdichte der Wright-Wieselmakis ist höher als die aller anderen Wieselmakis. Das könnte daran liegen, dass in ihrem Verbreitungsgebiet keine Wollmakis und keine Sifakas vorkommen.

## Gefährdung
Die IUCN listet die Art als „stark gefährdet“ (endangered).